# David Behrman

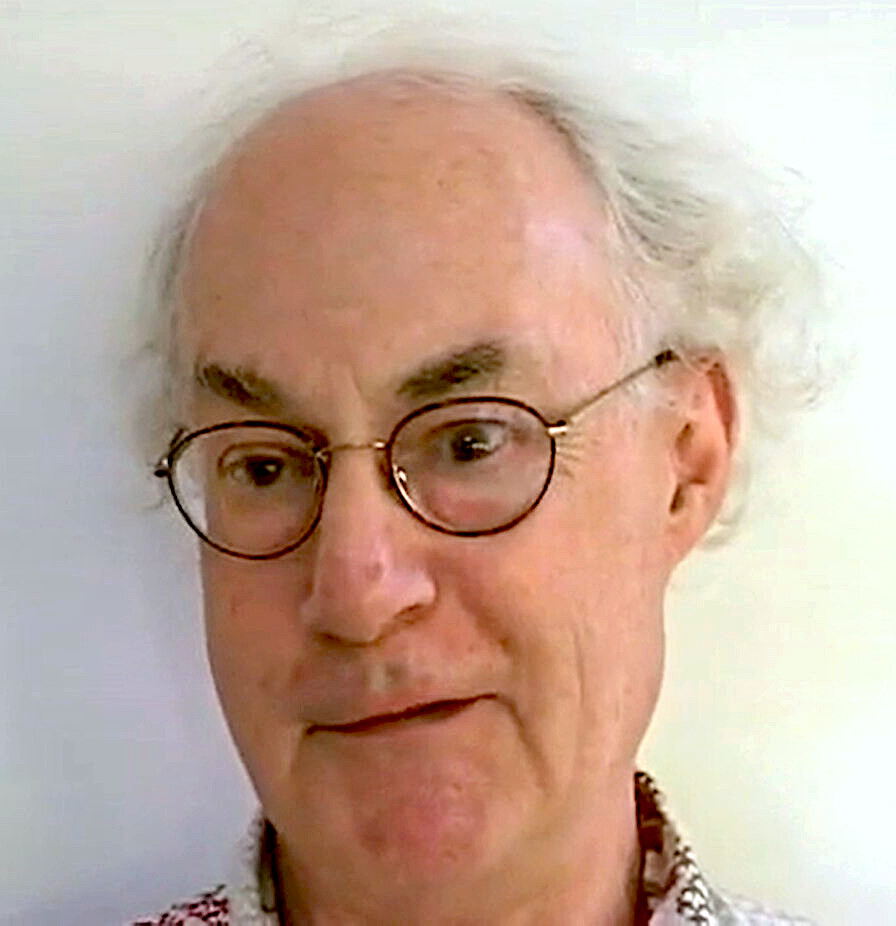
David Behrman, circa 2003

David Behrman (* 16. August 1937 in Salzburg, Österreich) ist ein US-amerikanischer Komponist, Klang- und Installationskünstler, Musikpädagoge und Pionier der Computermusik.

## Leben und Wirken
Behrman studierte bis 1959 bei Wallingford Riegger an der Harvard University und setzte seine Ausbildung 1959–1960 in Europa bei Henri Pousseur und Karlheinz Stockhausen fort. In den 1960er Jahren arbeitete er für Columbia Records und produzierte dort in der Reihe Music of Our Time u. a. Erstaufnahmen von Werken Terry Rileys (In C, Rainbow in Curved Air), Robert Ashleys, John Cages, Mauricio Kagels, Alvin Luciers, Richard Maxfields, Gordon Mummas, Pauline Oliveros’, Henri Pousseurs, Steve Reichs, David Tudors und Christian Wolffs.
Mit Robert Ashley, Alvin Lucier and Gordon Mumma gründete er 1966 die Sonic Arts Union, die bis 1976 zahlreiche Auftritte in Nordamerika und Europa hatte. Ab 1967 arbeitete er mit der Merce Cunningham Dance Company, für die er Stücke wie Walkaround Time (1968), Rebus (1976), Pictures (1984) und EyeSpace (2007) komponierte und zwischen 1970 und 1976 und vereinzelt in späteren Jahren als Komponist und Musiker tourte (2007). Von 2004 bis 2011 war er neben Christian Wolff, Takehisa Kosugi und John King Co-Direktor des Musikkomitees der Company.
Von 1975 bis 1980 war Behrman Co-Direktor des Zentrums für zeitgenössische Musik am Mills College, wo er 1999 erneut als Gastprofessor unterrichtete. Er unterrichtete außerdem am California Institute of the Arts, der Rutgers University, am Bard College, der Ohio State University und an der Technischen Universität Berlin.
Neben Kompositionen zur Aufführung im Konzert schuf Behrman auch Klang- und Multimediainstallationen für verschiedene Anlässe und Orte. Seine Werke wurden von Musikern wie Joan La Barbara, Eric Barsness, Thomas Buckner, Rhys Chatham, Jon Gibson, Conrad Harris, Barbara Held, Takehisa Kosugi, Ben Neill, Maggi Payne, Ralph Samuelson, Kazue Sawaii, Gene Tyranny und Peter Zummo aufgeführt. Installationen entstanden in Zusammenarbeit mit Robert Watts und Bob Diamond (Cloud Music, 1979, jetzt in der Sammlung des Smithonian American Museum), Paul DeMarinis (Sound Fountain, 1982), George Lewis (A Map of the Know World und Algorithmes and Kalimba, 1986–87); weitere Installationen sind In Thin Air (1997), Pen Light (2002) und View Finder (2002–2005). Ausstellungsorte waren u. a. die Parochialkirche Berlin, die LaSuen Art Gallery an der Stanford University, des Whitney Museum of American Art, das Museum of Contemporary Art in Chicago, das Hudson River Museum, das DeCordova Museum, die Ars Electronica in Linz und das Wissenschafts- und Technikmuseum in La Villette (Paris).